# Dekanat Stanów Centralnych
Dekanat Stanów Centralnych – jeden z 4 dekanatów tworzących Patriarsze parafie w Stanach Zjednoczonych. Obejmuje ogółem 9 parafii – w stanach Alabama, Illinois, Michigan, Ohio i jedną w stanie Pensylwania. Obowiązki dziekana pełni obecnie (2022) ks. Joshua Genig.
Na terenie dekanatu znajdują się następujące parafie:
- Parafia św. Eliasza Proroka w Battle Creek
- Parafia Zaśnięcia Matki Bożej w Benld
- Parafia św. Mikołaja w Brookside
- Parafia św. Michała Archanioła w Detroit
- Parafia św. Andrzeja w East Lansing
- Parafia św. Mikołaja w Edinboro
- Parafia św. Jana Chryzostoma w Grand Rapids
- Parafia św. Innocentego Irkuckiego w Redford
- Parafia Narodzenia Pańskiego w Youngstown